# Котельников, Иннокентий Семёнович
 Иннокентий Семенович Котельников  (1823—1902) — сибирский купец, благотворитель Полтавского Крестовоздвиженского монастыря.

## Биография
В 1886 году он вместе с супругой и своим единственным сыном, больным чахоткой, ехали в Крым. Проезжая мимо Полтавы, больному сыну понравилось расположение на горе и вообще прекрасный вид Полтавского Крестовоздвиженского монастыря и он упросил родителей остановиться в Полтаве. Желание больного было исполнено. И в Полтаве больной вскоре и скончался (10 октября 1886 г.) и погребен в том же монастыре. С этих пор до кончины своей Котельников был благотворителем этой обители. Он соорудил большой каменный одноэтажный дом для 8 братских келий и отделение для больницы, соорудил теплый храм, заново обновил иконостас в главном храме и т. п.